# クロアチアのユーロ硬貨

ユーロのシンボル

クロアチアのユーロ硬貨（クロアチアのユーロこうか）では、クロアチアにおけるユーロ硬貨について記述する。
ユーロ (EUR, €) は、欧州連合に加盟しているクロアチアを含む多くの国で使われている通貨である。
ユーロ硬貨の片面はユーロ圏全域共通のデザイン、もう片面は各国の独自のデザインとなっている。各国共通の表面の詳細はユーロ硬貨を参照。2ユーロ硬貨以外の縁（へり）のデザインもまた、全域で共通である。独自デザインとされている裏面も、欧州連合を象徴する12個の星と発行年を西暦で表示することは共通である。
クロアチアではユーゴスラヴィアからの独立以後クーナを用いていたが、2023年1月1日よりユーロの使用を開始した。
| € 0.01                                                                | € 0.02                                         | € 0.05                                                           |
|                                                                       |                                                |                                                                  |
| グラゴル文字による「HR」 （国名Hrvatskaの略称）                       |                                                |                                                                  |
| € 0.10                                                                | € 0.20                                         | € 0.50                                                           |
|                                                                       |                                                |                                                                  |
| ニコラ・テスラの肖像画 （クロアチア出身の発明家）                     |                                                |                                                                  |
| € 1.00                                                                | € 2.00                                         | € 2 の縁（へり）                                                 |
|                                                                       |                                                | € 2 硬貨の側面部には、「O liepa O Draga O Slatka Slobodo」と記載 |
| テンにチェック柄を組み合わせた図柄 （旧通貨クロアチア・クーナに由来） | クロアチアの地図にチェック柄を組み合わせた図柄 |                                                                  |